# Всемирная академия наук
Всемирная академия наук  (англ. The World Academy of Sciences, TWAS) — позиционирующая себя как глобальная академия наук организация, базирующаяся в г. Триесте, Италия. Согласно определению с сайта ЮНЕСКО, программой которой является TWAS, это «ведущая в мире академия наук, посвященная продвижению науки на [глобальном] юге».
Основана группой учёных во главе с Нобелевским лауреатом пакистанским физиком Абдусом Саламом в 1983 году «для продвижения науки и инженерии для устойчивого преуспевания в развивающемся мире». Насчитывает более одной тысячи членов из 90 стран, с подавляющим их числом из развивающихся стран. Первоначальное название — Академия наук стран третьего мира (Third World Academy of Sciences), нынешнее название получила в 2013 году.
Юридически является программным подразделением ЮНЕСКО (с 1991).
Финансируется правительством Италии.
С 1984 года входит в Международный совет по науке.
Во главе академии стоит президент — Бай Чуньли, также возглавляющий АН Китая.
Имеет пять региональных информационных отделений — в Египте, Бразилии, Китае, ЮАР, Индии.
Первыми членами академии стали 42 человека, её основатели, из которых девятеро (Б. Бенасерраф, Янг Чжэньнин и др.) являлись Нобелевскими лауреатами, а ныне таковых среди её членов уже пятнадцать. В числе других членов-основателей - член Лондонского королевского общества Muhammed Akhtar, Майкл Фрэнсис Атья, Daniel Bekoe, Ignacio Bernal, Рикардо Брессани.